# Asistență medicală

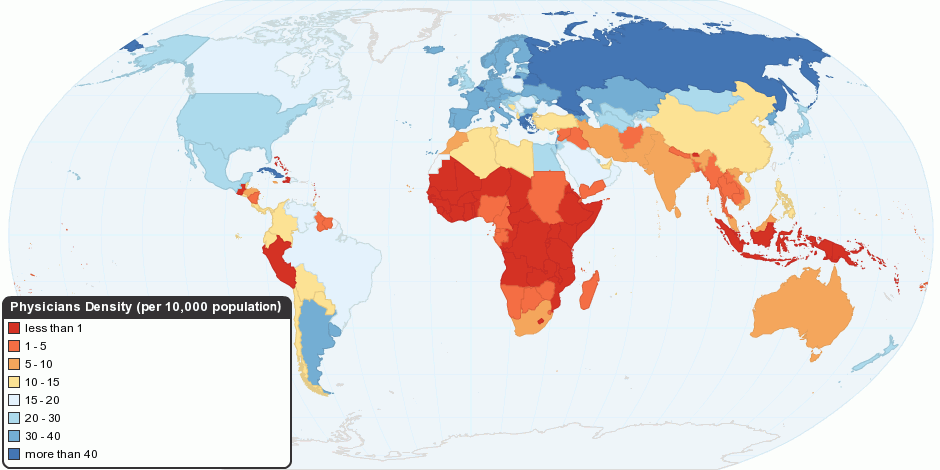
Concentrațiile globale ale resurselor de îngrijire a sănătății, așa cum sunt descrise de numărul de medici la 10.000 de persoane, pe țară. Datele provin dintr-un raport al OMS.

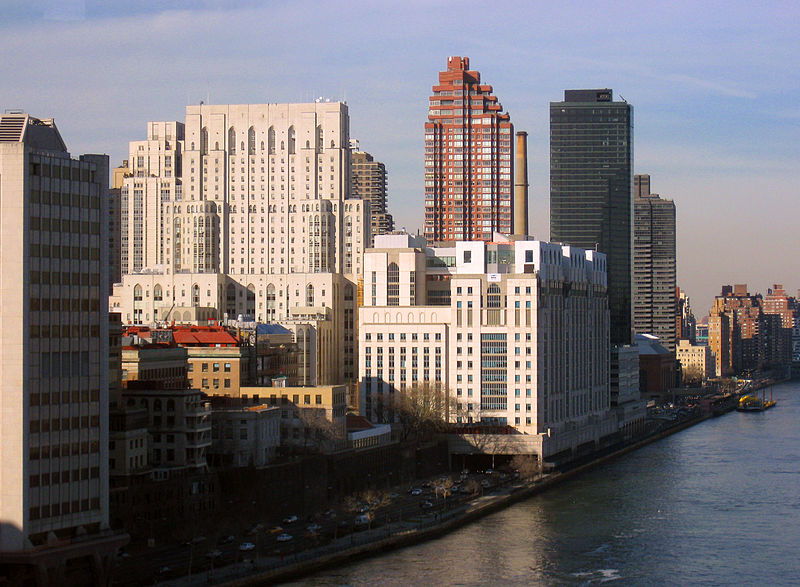
Spitalul NewYork-Presbyterian în New York City este unul dintre cele mai aglomerate spitale din lume. În imagine se află clădirea Weill-Cornell (complex alb în centru).

Asistența medicală este menținerea sau îmbunătățirea sănătății prin prevenirea, diagnosticarea și tratarea bolilor, a rănilor și a altor deficiențe fizice și mintale la oameni. Asistența medicală este furnizată de profesioniștii din domeniul sănătății (furnizori sau practicieni) în domenii similare sănătății. Din acești profesioniști fac parte medicii și asistenții medicali. Din asistența medicală fac parte stomatologia, obstetrica, infirmeria, medicina, optometria, audiologia, farmacia, psihologia, terapia ocupațională, fizioterapia și alte profesii în domeniul sănătății. Aceasta include munca efectuată în furnizarea îngrijirii primare, îngrijirii secundare și îngrijirii terțiare, precum și a sănătății publice.
Accesul la serviciile de sănătate poate varia în funcție de țări, comunități și persoane și este influențat în mare măsură de condițiile sociale și economice, precum și de politicile de sănătate. Sistemele de îngrijire a sănătății sunt organizații create pentru a satisface nevoile de sănătate ale populațiilor vizate. Potrivit Organizației Mondiale a Sănătății (OMS), un sistem de sănătate care funcționează bine necesită un mecanism de finanțare, o forță de muncă bine instruită și remunerată în mod corespunzător, informații fiabile pe care să se bazeze deciziile și politicile și o infrastructură bine întreținută pentru a furniza medicamente de calitate și tehnologii.
Un sistem eficient de îngrijire a sănătății poate contribui la o parte semnificativă a economiei, dezvoltării și industrializării unei țări. Asistența medicală este considerată în mod convențional drept un factor determinant în promovarea sănătății fizice și mintale generale și a bunăstării oamenilor din întreaga lume. Un exemplu în acest sens a fost eradicarea la nivel mondial a variolei în 1980, declarată de OMS ca fiind prima boală din istoria umană care a fost complet eliminată prin intervenții deliberate de asistență medicală.

## Asistența primară
Asistența primară se referă la activitatea profesioniștilor din domeniul sănătății care acționează ca un prim punct de consultare pentru toți pacienții din cadrul sistemului de sănătate. Profesioniști în domeniu ar putea fi medicul primar, medicul generalist sau  medicul de familie. Un alt profesionist ar fi un practicant independent autorizat cum ar fi un kinetoterapeut sau un asistent medic sau o asistentă medicală. În funcție de localitate, organizarea sistemului de sănătate, pacientul poate consulta mai întâi un alt profesionist din domeniul sănătății, cum ar fi un farmacist sau o asistentă medicală. În funcție de natura stării de sănătate, pacienții pot fi direcționați pentru îngrijire secundară sau terțiară.
În România asistența medicală profilactică și curativă se asigură prin:
- cabinete medicale ambulatorii ale medicilor de familie și de alte specialități, centre de diagnostic și tratament, centre medicale, centre de sănătate, laboratoare, precum și prin alte unități sanitare publice și private;
- unități sanitare publice și private cu paturi[4].

Boli cronice frecvente tratate de obicei în îngrijirea primară pot include, de exemplu: hipertensiune arterială, diabet, astm, BPOC , depresie și anxietate, dureri de spate, artrită sau disfuncție tiroidiană. Îngrijirea primară include, de asemenea, multe servicii de bază pentru îngrijirea sănătății materne și a copiilor, cum ar fi serviciile de planificare familială și vaccinările.

## Evaluare
Evaluările de asistență medicală sunt evaluări ale asistenței medicale utilizate pentru a evalua procesul de îngrijire și structurile de îngrijire a sănătății și/sau rezultatele serviciilor de îngrijire a sănătății. Aceste informații sunt buletinele de raport generate de organizații de calitate, organizații nonprofit, grupuri de consumatori și mass-media. Această evaluare a calității se bazează pe măsuri de:
- calitatea spitalului;
- calitatea planului de sănătate;
- calitatea medicului;
- Tratamentul medical în funcție de aparat;
- calitate pentru alți profesioniști din domeniul sănătății;
- experiența pacientului.

## Asistența medicală la domiciliu[5]
Nevoia pentru servicii de îngrijire a sănătății la domiciliu este tot mai crescută și mai viu exprimată peste tot în lume. Una dintre cele mai importante cauze este creșterea speranței de viață la nivel global, care a avut o rată accelerată în ultimele decenii, ajungând la o medie de aproximativ 73 de ani în 2022, o cifră valabilă și pentru populația din România. În țările dezvoltate precum SUA, Japonia sau Marea Britanie, speranța de viață medie este și mai ridicată (aproximativ 80 de ani, cu mici diferențe în funcție de sex). Nu întâmplător, multe dintre aceste țări dispun de servicii de îngrijire la domiciliu de calitate superioară, care la rândul lor susțin o viață mai îndelungată și mai bună pentru vârstnici.
De asemenea, un procent tot mai ridicat din populația Europei și a României va atinge vârsta pensionării în următorii ani. Astfel, serviciile de îngrijire medicală devin tot mai necesare și mai căutate de către aparținători, deoarece vârsta înaintată este un factor care predispune la apariția mai rapidă a bolilor și problemelor de sănătate și la un proces de vindecare mai lent și mai anevoios. Este nevoie deci de tot mai multă grijă și atenție acordată acestor persoane, în special în societăți precum cele din România, unde suprasolicitarea sistemului medical de stat, deficitul de personal, dar și costul crescut al serviciilor medicale private fac ca îngrijirea persoanelor cu nevoi speciale să fie dificil de oferit la un nivel satisfăcător, pe termen lung.
Asistența medicală la domiciliu este o alternativă care poate compensa pentru multe din aceste limitări ale sistemului.